# آرامگاه شیخ ابوالقاسم
مقبره شیخ ابوالقاسم یا تکیه نصرآباد مربوط به سدهٔ ۹ ه‍.ق است و در اصفهان، خیابان آتشگاه، محله نصرآباد واقع شده و این اثر در تاریخ ۱۵ آذر ۱۳۱۴ با شمارهٔ ثبت ۲۳۵ به‌عنوان یکی از آثار ملی ایران به ثبت رسیده است.

## تاریخچه
این مکان مدرسه، خانقاه و مدفن شیخ ابوالقاسم نصرآبادی، از عرفای اصفهانی بوده که از مدرسه و خانقاه امروزه تنها سردر آن باقی مانده است. این سردر در سال ۸۵۴ هجری به وسیله خواجه صدرالدین علی طبیب بنا شده است. این مکان امروزه به مسجد و تکیه تبدیل شده است. همچنین آرامگاه محمد طاهر نصرآبادی در این تکیه قرار دارد.